# Joan I d'Alvèrnia
Joan I (? - 24 de març de 1386) fou comte d'Alvèrnia i comte de Boulogne (1361-1386); va succeir en ambdós feus al seu besnebot Felip de Rouvres o de Rouvre (Felip I de Borgonya 1346-1361 comte de 1360 a 1361. Fou també comte titular de Montfort, però els drets a aquest comtat els va cedir a Joan III de Montfort i IV de Bretanya quan va heretar Alvèrnia i Boulogne. Abans de ser comte fou senyor de Montgascon. Era un bon guerrer i hàbil polític.
Era fill de Robert VII el Gran (vers 1282-1325), comte d'Alvèrnia, nascut de la seva segona esposa Maria de Dampierre. Fou per tant germanastre de Guillem XIII d'Alvèrnia i oncle patern de Joana I d'Alvèrnia. El rei Joan II de França el va nomenar ministre d'estat, posició que va mantenir amb el nou rei Carles V de França. El juny de 1365 va participar en la ratificació del tractat entre França i Navarra del 6 de març de 1364. El desembre de 1366 el rei va aplicar a la corona l'homenatge feudal de la terre de Briot prop de Péronne (a Vermandois), que abans el comte havia de retre a Saint-Quentin.
Va testar el 22 de març de 1386 i va morir dos dies després al castell de Remin prop de Compiegne. El va succeir el seu fill Joan II.

## Matrimoni i fills
El 1328 el futur Joan I es va casar amb Joana (+ 1383), dama de Saint-Just, filla de Joan de Clermont (+1316), comte del Charolais. D'aquest matrimoni van néixer:
- Joana, casada el 1371 amb Berald II, delfí d'Alvèrnia
- Maria d'Alvènia-Boulogne casada el 1375 amb Ramon VIII, vescomte de Turena
- Joan II (mort el 1404), comte d'Alvèrnia i de Boulogne (1386-1404)